# Хари Потър
Вижте пояснителната страница за други значения на Хари Потър.
„Хари Потър“ (на английски: Harry Potter) е поредица от седем фентъзи романа, написани от английската писателка Дж. К. Роулинг. Романите описват живота на младия магьосник Хари Потър и неговите приятели Хърмаяни Грейнджър и Рон Уизли, които са ученици в училището за магия и вълшебство Хогуортс. Основната история се отнася до борбата на Хари срещу Лорд Волдемор, тъмен магьосник, който възнамерява да стане безсмъртен, да свали управляващия орган на магьосниците, известен като Министерството на магията, и да подчини всички магьосници и мъгъли (немагически хора).
След излизането на Хари Потър и Философският камък на 26 юни 1997 г. книгите набират огромна популярност и получават положителни отзиви и търговски успех в световен мащаб. Те привличат широка аудитория – както възрастни, така и по-млади читатели, и често се считат за крайъгълен камък на съвременната литература за подрастващи. Към февруари 2018 г. книгите са продадени в повече от 500 милиона копия по целия свят, което ги прави най-продаваната поредица от книги в историята, като са преведени на осемдесет езика. Последните четири книги последователно поставят рекорди като най-бързо продаваните книги в историята, като седмата част се продава приблизително в единадесет милиона копия в Съединените щати в рамките на двадесет и четири часа след излизането ѝ.
Първоначално поредицата е публикувана на английски език от Bloomsbury във Великобритания и Scholastic Press в САЩ. Премиерата на пиесата Хари Потър и Прокълнатото дете, базирана на оригиналната история, написана съвместно от Роулинг, е на 30 юли 2016 г. в Лондон, като сценарият е издаден като книга от Little, Brown. Седемте романа са адаптирани в едноименната поредица от осем филма от Warner Bros, като това е третата филмова поредица с най-високи приходи за всички времена към февруари 2020 г. През 2016 г. общата стойност на франчайза Хари Потър се оценява на 25 милиарда долара, което прави Хари Потър един от най-печелившите медийни франчайзи за всички времена.
Съчетавайки различни жанрове като фентъзи, драма, пълнолетие и английска училищна история, а също и елементи на мистерия, трилър, приключения, ужаси и романтика, светът на Хари Потър изследва множество теми и включва много културни значения и отношения. Според Роулинг основната тема е смъртта. Други основни теми от поредицата са предразсъдъците, корупцията и лудостта.
Успехът на книгите и филмите позволява на франчайза на Хари Потър да се разширява с множество производни произведения, пътуваща изложба, чиято премиера е през 2009 г. в Чикаго, студийно турне в Лондон, открито през 2012 г., цифрова платформа, на която Джоан Роулинг актуализира серията с нова информация и прозрения, както и пенталогия на отделни филми, като първият е Фантастични животни и къде да ги намерим, чиято премиера е през ноември 2016 г., наред с много други разработки. Тематични атракции, известни като The Wizarding World of Harry Potter, са изградени в няколко увеселителни парка Universal Parks & Resorts по света.

## Синопсис

### Резюме
Историята проследява живота на Хари Потър, започвайки с празник в магьосническия свят, който дълги години е тероризиран от злия магьосник Лорд Волдемор. В нощта на 31 октомври той убива Лили и Джеймс Потър, като прави опит да убие и едногодишния им син Хари, но заклинанието му отскача и му се връща. Тялото на Волдемор е унищожено, но той не е нито мъртъв, нито жив. От черната магия Хари получава белег на челото си във формата на мълния. Оцелял след убийственото заклинание и след мистериозното поражение на Волдемор, магьосническият свят започва да го нарича „момчето, което оживя“.
На 2 ноември Рубиъс Хагрид, полувеликан, оставя Хари на единствените му останали роднини, жестоките Дърсли. Това са неговите вуйчо Върнън, леля Петуния и нахален братовчед Дъдли. Те напразно се опитват да скрият магическото му потекло. Въпреки това, в навечерието на единадесетия си рожден ден, Хари има първия си контакт с магьосническия свят, когато получава писма от училището за магия и вълшебство Хогуортс, които са доставени от сови, въпреки че вуйчо му му пречи да ги прочете. На единадесетия рожден ден на Хари се появява Хагрид и му казва, че има магически свят и тъй като той е магьосник, е поканен да учи в училището.

### Вселената на Хари Потър
За разлика от романи като „Хрониките на Нарния“, в които участва алтернативна вселена, или „Властелинът на пръстените“, където Средната земя е измислено минало, магьосническият свят от романите „Хари Потър“ е паралелна на нашата вселена и съдържа различни магически елементи, аналогични неща от немагическия или още наричан мъгълски свят. Тази вселена има политическа организация във всяка държава; в случая с Великобритания, където се развива по-голямата част от действието, най-висшата институция е Министерството на магията. Съществува и Международната конфедерация на магьосниците, която задължава всички магьосници и вещици по света да пазят съществуването на магьосническия свят в тайна от мъгълите.
Способността да се прави магия, според романите, е вродена, а не заучена, въпреки че младите магьосници трябва да посещават училища, за да я овладеят и контролират. Тази способност е напълно наследствена, въпреки че има родени от мъгъли магьосници (наричани по пренебрежителен начин мътнороди), защото винаги е трябвало да имат асцендент на магьосник; също е възможно да има деца на магьосници без никакви магически способности. Последните се наричат „сквиби“. Магьосниците имат развита социална система, със собствена валута, здравеопазване и сложна мрежа от транспорт и комуникации.
В света на магьосниците други същества съжителстват с магьосници, които също се пазят в тайна от мъгълите. Сред тях са дракони, призраци, еднорози, русалки, кентаври и други, измислени или адаптирани от авторката като диментори или домашни елфи.

### Хронология
Книгите избягват да поставят историята в определена година, но има няколко препратки, които позволяват да се установи времева линия с реални години. Първата се появява във втория роман, „Хари Потър и Стаята на тайните“, в който призракът Почтибезглавия Ник празнува 500-годишнината от смъртта си, настъпила на 31 октомври 1492 г., като по този начин книгата се развива през учебната 1992/1993 година. Тази хронология е повторена в „Хари Потър и Даровете на Смъртта“, когато е посочено, че смъртта на Джеймс и Лили Потър е настъпила на 31 октомври 1981 г. Тези данни ни позволяват да заключим, че сюжетът на историята се развива от 1981 г., когато Дъмбълдор предава Хари на Дърсли си в началото на Философския камък, до 1998 г., в края на Даровете на Смъртта.

## Романи

### Хари Потър и философският камък
„Хари Потър и философският камък“ (Harry Potter and the Philosopher's Stone) е първата книга от поредицата, публикувана е във Великобритания на 26 юни 1997 г. и в България на 13 ноември 2000 г. Това е една от най-продаваните книги в историята, като оценките за нейните световни продажби надхвърлят 400 милиона копия. През пролетта на 2007 г. първото издание, подписано от Роулинг, е продадено на търг в Лондон за 27 876 паунда.
В тази първа творба са представени повечето от главните герои на поредицата, както и много от местата, където ще се развива действието. Разказват се първите стъпки на Хари в света на магията, както и първата му конфронтация с Волдемор, който в търсенето на безсмъртие иска да получи силата на философския камък.

### Хари Потър и стаята на тайните
„Хари Потър и стаята на тайните“ (Harry Potter and the Chamber of Secrets) е публикувана във Великобритания на 2 юли 1998 г. и в България през 2001 г. Много от елементите на първата чернова на тази книга са премахнати както от авторката, така и от издателя. Освен това книгата има важна тематична връзка с шестата книга. Голяма част от информацията, която трябваше да бъде разкрита в този том, е преместена в шестата част. В резултат на това много от елементите, които се появяват всекидневно в „Стаята на тайните“, се появяват отново в „Нечистокръвния принц“.
Книгата описва втората година на Хари в Хогуортс. Един ден домашното духче Доби се появява в къщата на Хари на ул. Привит Драйв 4, за да го предупреди, че Хогуортс е в сериозна опасност. По-късно неговият приятел Рон го вземе с летяща кола и така ще започне учебната година в Хогуортс, по време на която по стените на училищните коридори се появяват съобщения, предупреждаващи, че стаята на тайните е отворена, последвани от поредица от атаки към ученици, потомци на мъгъли. В тази част се представят фигурата на домашния елф и героите Луциус Малфой, Джини Уизли и Артър Уизли, както и се разкрива малко повече за миналото на Волдемор чрез личния му дневник.

### Хари Потър и затворникът от Азкабан
„Хари Потър и затворникът от Азкабан“ (Harry Potter and the Prisoner of Azkaban) е публикувана на английски на 8 юли 1999 г., а на български през 2001 г. Това е книгата, която Роулинг написва най-бързо, тъй като я завършва само година след като започна да я пише. Книгата е носител на наградата Коста и наградата на Брам Стокър, наред с други, което я нарежда като една от най-успешните фентъзи книги през последните години.
Този път са представени фигурата на дементора и героите Ремус Лупин и Сириус Блек, който в началото на романа бяга от затвора Азкабан. Това е единствената книга от поредицата, в която Волдемор не се появява.

### Хари Потър и огненият бокал
„Хари Потър и огненият бокал“ (Harry Potter and the Goblet of Fire) е публикувана във Великобритания на 8 юли 2000 г. и в България на 13 май 2002 г. Обемът на книгата се увеличава значително в сравнение с първите три. Заглавието преминава през различни модификации, включително „Хари Потър и тримагическият турнир“, докато авторката се спира на огнения бокал, защото напомня концепцията за „чашата на съдбата“, която според нея е тема на книгата. Романът е носител на Награда „Хюго“ за най-добър роман през 2001 г.
По този повод се разказва за четвъртата година на Хари в Хогуортс и мистерията около неволното появяване на името му в Тримагическия турнир, в който той е принуден да се състезава заедно с трима други участници. Историята допълнително изследва магьосническия свят и завършва с възраждането на лорд Волдемор. Преди публикуването на книгата много противоречия и очакване са породени от съобщението на авторката, че главният герой ще умре.

### Хари Потър и Орденът на феникса
„Хари Потър и Орденът на феникса“ (Harry Potter and the Order of the Phoenix) е с почти 900 страници в английското си издание, което я прави най-обемната книга от поредицата – факт, който самата авторка смята за дефект. На английски език романът е публикуван на 21 юни 2003 г., а на български – на 13 декември 2003 г.
В петата книга Хари Потър се изправя срещу възкръсналия Волдемор и останалата част от магьосническия свят, които отказват да повярват, че Волдемор е възкръснал. Долорес Ъмбридж е назначена за директор на Хогуортс и заедно с Луна Лъвгуд и Белатрикс Лестранж са трите най-изявени героини, представени в тази част. От друга страна се разкрива важно пророчество относно Хари и Волдемор.

### Хари Потър и Нечистокръвният принц
„Хари Потър и Нечистокръвният принц“ (Harry Potter and the Half-Blood Prince) е публикувана на английски език на 16 юли 2005 г., а на български на 13 декември 2005 г. Книгата е представена от Роулинг на пресконференция, само за деца между 8 и 16 години. Почти година преди премиерата на книгата Роулинг обявява на официалния си уебсайт желанието си да убие друг герой, така че се появява серия от неофициални залози, при които възможностите са различни.
В тази шеста част Хари се натъква на стар учебник по отвари, пълен с анотации и препоръки, подписани от мистериозен принц. В същото време той получава частни уроци от самия директор Албус Дъмбълдор, който го кара да открие моменти от миналото на Волдемор, за да го научи какво представляват хоркруксите, за да постигне победата си. В края на книгата професор Сивиръс Снейп, чиято лоялност е под съмнение през цялата поредица, убива Дъмбълдор. Фразата Снейп убива Дъмбълдор (Snape kills Dumbledore) се превръща в интернет явление, което предизвика всякакви видеоклипове и графики.

### Хари Потър и даровете на смъртта
Седмият роман, „Хари Потър и даровете на смъртта“ (Harry Potter and the Deathly Hallows), е публикуван на английски език на 21 юли 2007 г., а на български – на 13 ноември 2007 г., завършвайки продължилата десетилетие поредица. Книгата поставя рекорд по продажби с повече от 11 милиона продадени екземпляра за първите 48 часа само във Великобритания и САЩ. Предишният рекорд е поставен от Хари Потър и Нечистокръвният принц.
Този последен роман разказва събитията, които пряко следват смъртта на Дъмбълдор. Волдемор завършва възхода си на власт и успява да превземе Министерството на магията. Хари и приятелите му решават да търсят останалите хоркрукси. И накрая, битката при Хогуортс се провежда между Ордена на феникса, учениците и учителите на училището, от една страна, и Волдемор и смъртожадните, от друга. Романът завършва с епилог, който разказва бъдещето на оцелелите герои 19 години след последния сблъсък.

### Съпътстващи книги
Джоан Роулинг пише допълнителни книги, които се намират в сюжетната вселена на основните романи. Всички са написани с благотворителна цел, тъй като колекциите им са дарени на организациите Comic Relief и The Children's Voice.

#### Приказките на барда Бийдъл
„Приказките на барда Бийдъл“ (The Tales of Beedle the Bard) е книга, написана в края на 2007 г., с която авторката казва „сбогом на поредицата“. Барда Бийдъл за измисления свят на магьосниците е това, което са Братя Грим или Ханс Кристиан Андерсен за реалния. Приказки са популярни сред децата магьосници като Пепеляшка или Снежанка сред мъгълите. Компилация от тези истории, написани с древни руни, се появява в последната книга от хепталогията като наследство от Албус Дъмбълдор до Хърмаяни Грейнджър и играе основна роля в развитието на сюжета.

#### Фантастични животни и къде да ги намерим
„Фантастични животни и къде да ги намерим“ (Fantastic Beasts and Where to Find Them) е учебник, използван от учениците в Хогуортс, написан от Нют Скамандър, известен магьосник биолог, който описва и анализира различните магически същества, които обитават света. Книгата е публикувана е на 5 март 2001 г. с дизайн, представляващ копието, използвано от Хари Потър в Затворникът от Азкабан. Книгата също така включва някои бележки в полето, за които се предполага, че са направени от Хари, Рон и Хърмаяни.

#### Куидичът през вековете
„Куидичът през вековете“ (Quidditch Through the Ages) е публикувана заедно с предишната и преследва същите благотворителни цели. В този случай това е наръчник за правилата и историята на куидича, най-популярният спорт сред магьосниците. Въпреки че се появява в поредицата като коледен подарък от Хърмаяни за Хари, книгата е проектирана като копие от библиотеката на Хогуортс, изглежда донякъде износена и със стикер, уточняващ кои ученици са я заемали.

## Герои

### Протагонисти
- Хари Потър е главният герой, който дава заглавието на поредицата. Той е момче сираче, което живее с жестоките си леля и вуйчо, докато на единадесетия си рожден ден разбира, че е магьосник и че когато е бил на една година, лорд Волдемор е убил родителите му, като е искал да направи същото с него, на убийственото проклятие, се връща върху му, карайки го да изчезне, докато на Хари остава само белег във формата на мълния на челото. По-късно той открива, че съдбата му е свързана с тази на Волдемор и че той трябва да бъде този, който ще предотврати възраждането на „Тъмния лорд“.
- Рон Уизли е най-добрият приятел на Хари Потър. Той е описан като високо червенокосо момче, което заедно с родителите си и братята и сестра си (които също играят важна роля в поредицата) живеят в „Хралупата“. Рон живее в сянката на петимата си по-големи братя, в допълнение към тази на самия Хари, което поражда няколко спора между двамата през цялата поредица.
- Хърмаяни Грейнджър заедно с Хари и Рон, съставлява главното трио. Въпреки че в първите книги ролята ѝ е второстепенна в сравнение с тази на двете момчета, от Затворникът от Азкабан развитието на персонажа расте. Хърмаяни е много интелигентна и ученолюбива, винаги поставя логиката и хладното мислене пред смелостта на своите връстници. От четвъртата книга тя имплицитно излага чувствата си към Рон, които няма да бъдат изяснени до последната част.
- Джини Уизли е най-малкото дете на Артър и Моли Уизли. Тя се появява за първи път във Философския камък, когато Хари и четирима ѝ братя заминават за Хогуортс и когато вижда Хари да се завръща развълнуван в края на учебната година. В началото Джини има малко присъствие, но с напредването на сагата персонажът набира сила.
- Невил Лонгботъм е чистокръвен грифиндорец, съученик на Хари. В цялата поредица той обикновено се показва като тромав и неорганизиран герой и доста посредствен ученик, въпреки че е много талантлив в билкологията. По-късно се разбира, че в пророчеството, което Волдемор чува и за което решава да убие Хари, Невил също се вписва.
- Албус Дъмбълдор е директор на Хогуортс. Смятан е за един от най-силните магьосници на своето време и един от основните ментори на Хари. Книгите обикновено завършват с разговор между Хари и Дъмбълдор, в който последният разкрива подробности за неизвестните, които възникват в сюжета. В шестата книга той обучава Хари за хоркруксите. В края на този роман той е убит от Сивиръс Снейп, оставяйки света на магьосниците на милостта на второто въстание на Волдемор.

### Антагонисти
- Лорд Волдемор е тъмен и зъл магьосник, който иска да доминира в магьосническия свят, за да наложи своята идеология, базирана на разпространението на чистата кръв и да елиминира мъгълите. Истинското му име е Том Мерсволуко Риддъл и е описан като бледо и високо същество, с прорези вместо нос и червени очи с вертикални зеници. Въпреки че е бил примерен ученик в Хогуортс, той посвещава живота си на тъмните изкуства и в гордия си стремеж към безсмъртие създава седем хоркрукса, влагайки частици от душата си във всеки един. След като завършва Хогуортс и заедно със своите последователи, смъртожадните, той започва да тероризира света на магьосниците. След като чува пророчество, предсказващо раждането на съперник, той се опитва да убие Хари, но опитът е неуспешен и едва не умира. Той успява да възстанови тялото си в четвъртата книга и отново идва на власт след смъртта на Дъмбълдор.
- Смъртожадните са верните последователи на лорд Волдемор. Те са тези, които изпълняват мисиите, които техният господар им поверява и му дължат сляпо подчинение, до степен да поставят лоялността си над собственото си семейство.

## Развитие на поредицата

### Възникване и публикуване
Според уебсайта на Роулинг през 1990 г. тя е пътувала с влак от Манчестър до Лондон, когато идеята „внезапно се формира в главата ѝ“.
| „ | Пишех почти непрекъснато от шестгодишна възраст, но никога преди не бях толкова развълнувана от подобна идея. [...] Просто седях и мислех четири часа (влакът закъсня) и всички подробности изникнаха в главата ми и това чернокосо момче, което не знаеше, че е магьосник, започна да бъде все по-реално за мен. | “ |

През 1995 г. „Хари Потър и Философският камък“ е завършен и ръкописът е изпратен на различни агенти. Вторият агент, при когото отива, предлага на авторката да я представлява и да изпрати ръкописа ѝ на издателство Bloomsbury. След като осем издателя отхвърлят книгата, Bloomsbury предлага на Роулинг аванс от 2500 паунда за публикуване.
Въпреки че Роулинг не е имала предвид конкретна възрастова категория за потенциалните си читатели, когато е започнала да пише, издателите първоначално са насочени към деца на възраст между девет и единадесет години. В навечерието на публикуването издателите молят Джоан Роулинг да приеме по полово неутрален псевдоним, да се приближи до момчета на тази възраст, страхувайки се, че няма да им е интересно да прочетат роман, написан от жена. Тя избира да използва името Дж. К. Роулинг (Джоан Катлийн Роулинг), като пропуска първото си име и използва името на баба си като второ име.
Първата книга за Хари Потър е публикувана във Великобритания от Bloomsbury през юни 1997 г. и в Съединените щати от Scholastic през септември 1998 г. срещу 105 000 долара, безпрецедентна сума за детска книга за правото на издаване в САЩ. Страхувайки се, че някои от читателите няма да разберат думата „философски“ или да я свържат с магическа тема (философският камък е свързан с алхимията), Scholastic настоява книгата да бъде преозаглавена на „Хари Потър и камъкът на магьосника“ (Harry Potter and the Sorcerer's Stone) за американския пазар.
Издателите на Роулинг успяват да се възползват от това явление благодарение на бързото и последователно публикуване на първите четири книги, което не позволява на читателския интерес да намалее, дори когато Роулинг прави пауза между публикуването на Огненият бокал и Орденът на феникса. Поредицата се издава с два вида корици - насочени към децата и към възрастните, и с идентичен текст.

### Завършване на поредицата
През декември 2005 г. Роулинг заявява на уебсайта си, че „2006 ще бъде годината, в която ще напиша последната книга от поредицата за Хари Потър“. Напредъкът на Хари Потър и Даровете на Смъртта е подробно описан в следващите актуализации в нейния виртуален дневник до публикуването му на 21 юли 2007 г.
Роулинг завършва книгата на 11 януари 2007 г. в хотел Balmoral в Единбург, където пише съобщение, което гласи: „Дж. К. Роулинг завърши писането на Хари Потър и Даровете на Смъртта в тази стая (652) на 11 януари 2007 г.”.
Роулинг обаче заявява, че последната глава от седмата книга (епилог) е написана „около 1990 г.“. През юни 2006 г., в изява в британското токшоу Richard & Judy, Роулинг обявява, че тази глава е променена, тъй като един герой „беше спасен“ и двама други, които преди това оцеляха в историята, сега загинаха. Тя също така каза, че вижда логиката в убийството на Хари Потър, за да попречи на други автори да пишат книги за живота на Хари след Хогуортс.

### СледДаровете на Смъртта
Роулинг написва всичките седем книги за Хари Потър за 17 години. В интервю от 2000 г. с американския си издател писателката заявява, че след Хогуортс няма университет. По отношение на продължението на поредицата след седмата книга тя казва: „Няма да кажа никога, но нямам планове да пиша осма книга“.
На въпроса за писането на други книги, свързани с поредицата, в стила на Куидичът през вековете или Фантастични животни и къде да ги намерим, тя отговори, че би обмислила да го направи, ако приходите отидат за благотворителност, както направи с тези две книги. Друго предложение е вид енциклопедия, съдържаща информация, която не е намерила място в поредицата. На това, на 24 юли 2007 г., Роулинг обявява в интервю, че „вероятно ще напиша енциклопедия за света на Хари Потър, която ще включва данни от историята, както и информация за случилото се след Даровете на Смъртта, като подробности за бъдещето на героите и др.“.

### Корици
За обложка на английското издание Bloomsbury избира класически стил, като първата корица е рисунка с акварел и молив от илюстратора Томас Тейлър, показваща Хари, който се качва на „Експрес Хогуортс“, и заглавие с шрифт Cochin Bold.
За изданията в САЩ кориците са дело на художничката Мери Гранпре.
Първите издания в България са с кориците на Мери Гранпре. През 2016 г. издателство „Егмонт“ публикува отново поредицата, като този път са използвани кориците на английските издания, нарисувани от Джони Дудъл. На 31 юли 2021 е издадена поредицата с оригиналните американски корици на Гранпре, като този път са добавени и илюстрациите, съпътстващи началото на всяка отделна глава.

## Литературен анализ

### Структура и жанр
Романите са основно писани в жанра на фентъзи. Историята се развива главно в Хогуортс, английско училище-интернат за магьосници. В този смисъл романите са „преки потомци на Училищните дни на Том Браун от Томас Хюз и други викториански и едуардиански романи, които се основават на живота в държавните училища“. От своя страна, по думите на Стивън Кинг, романите са „хитри мистериозни приказки“ и всяка книга е изградена в стила на приключенията на Шерлок Холмс, където редица улики са оставени скрити в разказа, докато героите преследват поредица от заподозрени, което води до неочакван край. Те са написани от трето лице с всезнаещ разказвач, който се фокусира върху Хари с малки изключения (като първите глави на Философският камък, Нечистокръвния принц и Даровете на Смъртта), а тайните на историята се разкриват на читателя по същото време, когато и на Хари.
Книгите следват много строга формула. Разположени в последователни години, те обикновено започват с Хари при семейство Дърсли в света на мъгълите. Често той се премества в някаква магическа обстановка, като „Хралупата“, „Диагон-Али“ или площад „Гримолд“ 12, за кратък период от време преди началото на учебната година, която започва, когато той се качва на Хогуортс Експрес от перон 9¾. Веднъж там, историята се развива, достигайки кулминацията си близо или точно след финалните изпити, когато Хари трябва да се изправи срещу Волдемор или някой от неговите смъртожадни. И накрая, научава важен урок или ключов детайл от сюжета в разговор с Албус Дъмбълдор. Тази формула е напълно нарушена в последния роман, в който Хари и приятелите му прекарват по-голямата част от времето си далеч от Хогуортс, връщайки се там само за финалната битка.
От друга страна, Волдемор присъства по някакъв начин (физически, чрез сън или видение) във всяка глава до петата книга, а след това се появява в останалото мнозинство. Тази структура позволява на читателя да разгадае мистериите едновременно с Хари, като намира улики само когато го направи и героят.

### Теми
Според Роулинг основната тема на поредицата е смъртта: „Моите книги са предимно за смъртта. Те започват със смъртта на родителите на Хари; манията на Волдемор да победи смъртта и стремежа му към безсмъртие на всяка цена, целта на всеки, способен на магия. Разбирам защо Волдемор иска да победи смъртта. Всички се страхуваме от нея“.
Различни специалисти в литературните среди са разработили други интерпретации на темите, представени в книгите, някои по-сложни от други, а някои включващи политически нюанси. Като цяло се стига до заключението, че в романите се проявяват теми като нормалност, потисничество, оцеляване и преодоляване на установените стандарти. Роулинг заявява, че книгите съдържат „сюжет в полза на толерантността“ и че те също така предават послание, което предлага „да поставяте под въпрос авторитета, а не да допускате, че пресата ви казва цялата истина“.
Въпреки че може да се каже, че книгите обхващат много други теми, като власт (или злоупотреба с нея), любов и предразсъдъци, те, според Роулинг, са „силно вградени в сюжета“; авторката предпочита да остави тези понятия да „се появяват органично“, вместо да седи и съзнателно да се опитва да предаде подобни идеи на своите читатели. По същия начин е и винаги присъстващата юношеска тема, в чието описание авторката е решена да признае сексуалността на героите си, за да не „застоява Хари в постоянно предпубертетно състояние“.

## Постижения

### Влияние в литературата
Хари Потър преобразява детската литература. През 70-те години в детските книги реализма, докато фентъзито за възрастни става популярно поради влиянието на Властелинът на пръстените. През следващото десетилетие се наблюдава нарастващ интерес към мрачни, реалистични теми, с отлив на фентъзи читатели и писатели към произведения за възрастни.
Търговският успех на Хари Потър променя тази тенденция. Мащабът на неговия растеж няма прецедент на пазара на детската литература: в рамките на четири години от началото на поредицата, поредицата заема 28% от това поле по приходи. Фентъзито започва да се превръща в доминиращ жанр.
Джоан Роулинг е определяна за наследник в литературното поприще на Роалд Дал. Някои критици разглеждат възхода на Хари Потър като част от по-широка промяна в читателските вкусове – отхвърляне на литературната измислица в полза на сюжета и приключенията. Това е отразено в класацията на BBC от 2003 г. „Голямо четене“, проучване на любимите книги във Великобритания, където Роулинг е класирана на 5 място, като много малко английски литературни класики намират място в топ 10.

### Културно влияние
Увеличаването на навика за четене сред децата и младите хора е най-известната тенденция, приписвана на поредицата „Хари Потър“. Проучване от 2006 г. на Kids and Family Reading Report и Scholastic установява, че 51% от читателите на поредицата на възраст 5-17 години казват, че не са чели „Хари Потър“ за удоволствие преди, но ще го направят сега. В допълнение, проучването установява, че 65% от децата и 76% от родителите съобщават, че те или техните деца са се подобрили в училище, откакто са започнали да четат книгите. Чарли Грифитс, директор на Националната асоциация за грамотност, каза: „Това, което Роулинг ни е дала с Хари Потър, едва ли е чудо”. От своя страна британският премиер Гордън Браун хвали писателя, казвайки: „Мисля, че Дж. К. Роулинг е направила повече за литературата от всеки друг човек битие“.
С напредването на поредицата всяка книга става все по-обемна, развивайки литературни умения у читателите. Сравнението показва, че всяка книга, с изключение на шестата, е по-дълга от предишната, което изисква по-голяма концентрация и внимание от страна на читателите.
Забележителен е и фанатизмът, който постигат книгите. В отговор на безпокойството на феновете, книжарниците по света започват да организират събития, които съвпадат с издаването на книгите, като се започва с публикуването на Огненият бокал през 2000 г. Тези събития, които обикновено включват игри, представления и т.н., постигат голяма популярност сред феновете и са невероятно успешни в привличането на купувачи, факт, доказан от продажбите в първия ден на близо 9 милиона копия от 10,8 милиона копия от първоначалния тираж.
„Хари Потър“ прави промени в издателския свят, като една от най-забележителните е реформата на списъка с бестселъри на Ню Йорк Таймс. Промяната настъпва след издаването на Огненият бокал през 2000 г., като вестника създава отделен списък за детска литература.
Думата „мъгъл“ се разпространява отвъд своя произход, като се използва от много хора, за да се обозначи някой, на когото липсват някакви способности. През 2003 г. терминът е включен в Оксфордския английски речник с това определение.

### Търговски успех
През ноември 2007 г. списание Advertising Age оценява общата стойност на марката „Хари Потър“ на 15 милиарда долара. Популярността на поредицата се превръща в значителен финансов успех за Роулинг, нейните издатели и други притежатели на права върху търговските марки. Този успех прави Роулинг първият и досега единствен човек, натрупал милиард щатски долара, пишейки книги. Тази цифра би я поставила, според някои източници, като най-богатата жена във Великобритания, над кралица Елизабет II.
При пускането на Огненият бокал са използвани 9000 камиона на FedEx само за доставка на книгите. В Съединените щати първоначалният тираж на книгата е 3,8 милиона копия. Този рекорд e надминат от Орденът на феникса с 8,5 милиона, който на свой ред е надминат от Нечистокръвния принц, чийто първоначален тираж е 10,8 милиона копия. Само в Съединените щати и Великобритания са продадени почти 9 милиона екземпляра от шестата книга през първите 24 часа от нейното публикуване. От своя страна първоначалното издание на Хари Потър и даровете на смъртта на английски език е отпечатано в 12-милионен тираж, като по този начин поставя рекорд.
От друга страна, някои книжарници обявяват, че продажбата на книгите „Хари Потър“ не е изгодна за тях. Интензивната конкуренция за предлагане на най-добра цена за популярни романи намалява очакваните приходи. Препоръчителната цена за Хари Потър и даровете на смъртта е 35 долара, но Amazon.com предлага книгата на продажна цена от 18 долара – поведение, следвано от други вериги, за да останат конкурентоспособни. Това кара по-малки книжарници, които продават книгата на предложената цена, да добавят други предимства, като ваучери за отстъпка за следващата покупка или сувенири, свързани с Хари Потър.
| Книга                               | Продадени копия |
| ----------------------------------- | --------------- |
| Хари Потър и философският камък     | 120 милиона     |
| Хари Потър и стаята на тайните      | 77 милиона      |
| Хари Потър и затворникът от Азкабан | 65 милиона      |
| Хари Потър и огненият бокал         | 65 милиона      |
| Хари Потър и Орденът на феникса     | 65 милиона      |
| Хари Потър и Нечистокръвният принц  | 65 милиона      |
| Хари Потър и даровете на смъртта    | 65 милиона      |

## Критика и противоречия

### Литературна критика
В първите си дни романът „Хари Потър“ получава възторжени отзиви, което привлича още много читатели. След публикуването си първата част (Хари Потър и философският камък) получава похвали от множество водещи британски вестници. Mail on Sunday описва книгата като „дебюта с най-голямо въображение след Роалд Дал“ – мнение, подкрепено от Sunday Times. От своя страна Гардиън нарича книгата „богато текстуриран роман, свободен от престорено остроумие“, а The Scotsman допълва, че има „всички признаци на класиката“.
С публикуването на петия том (Хари Потър и Орденът на феникса) книгите започват да получават силна критика от различни литературни експерти. Критикът и професор от Йейл Харолд Блум поставя под въпрос литературните достойнства на книгите, казвайки, че „умът на Роулинг е толкова управляван от клишета и мъртви метафори, че тя няма друг стил на писане“. В статия в Ню Йорк Таймс Антония Сюзън Байът нарича вселената на Роулинг „вторичен свят, съставен от колекция от несъвместими части, извлечени от всякакви видове детска литература... написан за хора, чието въображение е ограничено до анимационни филми, сериали, теленовели и клюкарска преса“.
За разлика от тях, авторката Фей Уелдън признава, че поредицата „не е това, което поетите биха очаквали“, но „това не е поезия, тя е четивна, продаваема, полезна, ежедневна проза“. Литературният критик А. Н. Уилсън похвава поредицата в „Таймс“: „Няма много автори със способността на Дж. К. Роулинг да ни накарат да прелистваме страниците, да плачем – открито, със сълзи – и няколко страници по-късно да се смеем на добрите шеги. [...] Живяхме в десетилетието, в което беше публикувана най-смешната, страховита и трогателна детска история, писана някога.“
Стивън Кинг нарича поредицата „произведение, на което е способно само превъзходно въображение“ и нарича чувството за хумор на Роулинг „възхитително“. Той обаче допълва, че макар историята да е „добра“, е „малко уморен да открива Хари у дома с неговите ужасни вуйчо и леля“, формулата, с която започват всички книги. Той също така прогнозира, че поредицата „ще издържи изпитанието на времето и ще се окаже на рафта, където остава само най-доброто; и Хари ще заеме мястото си с Алиса, Хъкълбери Фин, Фродо Бегинс и Дороти“. Авторът Орсън Скот Кард написва рецензия на Хари Потър и даровете на смъртта, в която казва: „Дж. К. Роулинг създаде нещо, което заслужава да издържи изпитанието на времето, да се превърне в постоянна класика на английската литература, а не само на детската художествена литература.“

### Противоречия
Книгите са били обект на множество съдебни производства, вариращи от жалби от американски религиозни групи, които твърдят, че магията в книгите насърчава магьосничеството сред децата, до спорове за нарушаване на авторски права или търговска марка.
Огромната популярност и висока пазарна стойност на книгите провокират Роулинг, нейните издатели и филмовата продуцентска компания Уорнър Брос да предприемат съдебни действия за защита на правата си.
От друга страна, някои групи критикуват книгите за насърчаване на различни политически цели, докато някои религиозни групи заявяват, че книгите насърчават магьосничеството и следователно не са подходящи за деца. През 2003 г. Йозеф Ратцингер, преди да поеме поста върховен понтифик, папа Бенедикт XVI заявява, че книгите „подсъзнателно съблазняват младите читатели и изкривяват християнството в душата, преди то да успее да се развие.“ И накрая, изявленията на Роулинг, открояващи Дъмбълдор като хомосексуалист, засилват политическите противоречия около поредицата.

## Преводи
Поредицата е преведена на 65 езика, което поставя Роулинг сред най-превежданите писатели в историята. Първият превод е направен на американски английски, тъй като много думи и понятия, използвани от героите в романите, типични за британския английски, могат да бъдат разбрани погрешно от младите американски читатели. Впоследствие книгите са преведени на различни езици като украински, хинди, бенгалски, уелски, африкаанс, виетнамски и други. Първият том, Философският камък, е преведен на латински и на старогръцки, което го прави най-дългият текст, публикуван на този език след новелите на Хелиодор през 3 век пр.н.е.
Огромното търсене на прилично местно издание означава, че задачата за превод и тълкуване на текста е поета с голямо внимание. В някои страни като Италия е публикувано актуализирано второ издание, като се вземат предвид предложенията на читателите. В други страни, като Китай или Португалия, преводът е направен от няколко души, за да се намали времето между английското и местното издание. Преводът на турското издание от втора до седма книги е направен от Севин Окяй, популярен литературен критик и културен коментатор. За да се запази сюжетът в тайна, оторизираните преводи могат да започнат едва след публикуването на книгите на английски език. Поради това настъпва закъснение от няколко месеца, докато преводите са налични, затова много копия от английските издания са продадени на нетърпеливи фенове в много неанглоговорещи страни. Нетърпението да се прочете петата книга е такова, че британското ѝ издание се превръща в първата англоезична книга, която достига челното място във френския списък с бестселъри.

## Адаптации

### Филми
През 1999 г. Роулинг продава филмовите права върху първите четири книги на Уорнър Брос за 1 милион паунда. Основното условие на Роулинг е главният актьорски състав да бъде само британски, въпреки че са разрешени ирландски актьори, като Ричард Харис, изпълняващ ролята на Дъмбълдор във Философският камък и Стата на тайните, както и френски и източноевропейски актьори и актриси за Огненият бокал, тъй като някои герои от книгата са с такъв произход. Уорнър Брос се спира на режисьорите Стивън Спилбърг, Тери Гилиъм, Джонатан Деми и Алън Паркър, но на 28 март 2000 г. Крис Кълъмбъс е потвърден от филмовата компания за режисьор, вземайки предвид предишните му работи във филми като Сам вкъщи и Мисис Даутфайър като главни аргумент за това решение. След интензивен кастинг, снимките започват през октомври 2000 г. в Leavesden Studios и в Лондон, като продукцията приключват през юли 2001 г. На 16 ноември 2001 г. Хари Потър и Философският камък е пуснат в световен мащаб. Само три дни след премиерата му започва продукцията на втория филм, Хари Потър и Стаята на тайните, като Кълъмбъс се завръща като режисьор. Премиерата на тази адаптация е на 15 ноември 2002 г.
Кълъмбъс отхвърля предложението да режисира Хари Потър и Затворникът от Азкабан, филм, в който той участва само като продуцент. Режисурата поема мексиканският режисьор Алфонсо Куарон, като снимките са през 2003 г. Филмът е пуснат на 4 юни 2004 г. Тъй като производството на четвъртия филм започва преди излизането на третия, Майк Нюъл е избран да режисира Хари Потър и Огненият бокал, който излиза на 18 ноември 2005 г. Нюъл също отхвърля предложението да режисира следващия филм, така че британският телевизионен режисьор Дейвид Йейтс е назначен да режисира Хари Потър и Орденът на феникса. Премиерата на този филм е на 11 юли 2007 г. Йейтс режисира и шестия филм, която е пусната на 15 юли 2009 г. Последната адаптация, Хари Потър и Даровете на Смъртта, е разделен на две части. Част 1 е пусната на 19 ноември 2010 г. в 2D и IMAX формат, а част 2 във 2D, 3D и IMAX формат на 15 юли 2011 г. и двете също режисирани от Дейвид Йейтс.

### Предистория и разклонение
Планира се поредица от предистории да се състои от пет филма, действието на които се развива преди основната серия. Премиерата на първия филм Фантастични животни и къде да ги намерим е през ноември 2016 г., на втория Фантастични животни: Престъпленията на Гринделвалд – през ноември 2018 г. и на третия Фантастични животни: Тайните на Дъмбълдор – през април 2022 г. Роулинг е сценарист и на трите филма.

### Игри
Досега Електроник Артс издава осем видеоигри, базирани на сюжетите на филмите и романите. В допълнение, EA издава игра за симулация на куидич през 2003 г. - Harry Potter: Quidditch World Cup. LEGO също така издава две видео игри - една базирана на първите четири части и друга на последните три, както и серия от кукли и сцени, базирани на филмите. От друга страна, Wizards of the Coast създават колекционерска игра с карти, подобна на Magic: The Gathering, базирана на света на Хари Потър. Това тесте карти става втората най-продавана игра в Съединените щати. И накрая, Harry Potter: Hogwarts Mystery е новата видео игра на Хари Потър за мобилни устройства, която може да бъде изтеглена безплатно за устройства с Android. През септември 2020 г. е обявено разработването на игра, базирана на вселената на Хари Потър, озаглавена Hogwarts Legacy. Окончателната дата на пускане е отложена за 2022 г.

### Театрална постановка
Хари Потър и Прокълнатото дете: Част I и II е пиеса, която служи като продължение на книгите, започваща деветнадесет години след събитията от Хари Потър и Даровете на Смъртта. Написана е от Джак Торн въз основа на оригинална нова история от Торн, Роулинг и Джон Тифани. Играе се в лондонския театър „Палас“, като официалната премиера е на 30 юни 2016 г.
Сценарият е издаден като книга по време на премиерата, с преработена версия през следващата година.

### Сериал
На 25 януари 2021 г. е съобщено, че телевизионен сериал е в ранна разработка за Ейч Би О Макс. Въпреки че е отбелязано, че сериалът има „сложни проблеми с правата“, поради седемгодишно споразумение за права с Уорнър Брос Доместик Ти Ви Дистрибушън, които включват права за излъчване, кабел и стрийминг в САЩ върху франчайза, които изтичат през април 2025 г. На 12 април 2023 г. е потвърдено, че сериалът е в производство и ще бъде излъчван в новата услуга за стрийминг Макс (известна по-рано като Ейч Би О Макс). На 23 февруари 2024 г. главният изпълнителен директор на Уорнър Брос Дискавъри Дейвид Заслав обявява, че сериалът ще дебютира по Макс през 2026 г. На 25 юни 2024 г. е съобщено, че сериалът е преместен от Макс към Ейч Би О.

### Документален филм
Двадесет години по-късно, на 1 януари 2022 г., документалният филм Хари Потър 20-годишнината - Завръщане в Хогуортс е пуснат на стрийминг платформата HBO Max, в който най-емблематичните герои и актьори се срещат отново за 20-ата годишнина от премиерата на първия филм от сагата Хари Потър и Философският камък, с ексклузивни интервюта и кадри зад кадър.

## Атракции
На 31 май 2007 г. Уорнър Брос, Юнивърсъл Студиос и Leavesden Studios обявяват изграждането на тематичен парк за Хари Потър в Islands of Adventure, озаглавен The Wizarding World of Harry Potter, в Орландо, САЩ. В парка има интерактивни атракции, както и магазини и ресторанти. Плановете за този парк се разработвани в продължение на година и половина, като принос имат Дж. К. Роулинг и Стюарт Крейг. Паркът отворя врати през юни 2010 г. Тематични паркове със същото име през следващите години са открити в Япония и в Лос Анджелис.

## В България
| Заглавие                                   | Издание                                 | Година на издаване | Художник на корицата                                                                   | Преводач                                   | Издателство | Страници |
| ------------------------------------------ | --------------------------------------- | ------------------ | -------------------------------------------------------------------------------------- | ------------------------------------------ | ----------- | -------- |
| „Хари Потър и Философският камък“          | твърди корици                           | 2000 г.            | Мери Гранпре                                                                           | Теодора Джебарова                          | „Егмонт“    | 264      |
| „Хари Потър и Философският камък“          | меки корици                             | 2000 г.            | Мери Гранпре                                                                           | Теодора Джебарова                          | „Егмонт“    | 264      |
| „Хари Потър и Философският камък“          | твърди корици (с обложка)               | 2015 г.            | Джим Кей (и на илюстрациите)                                                           | Теодора Джебарова                          | „Егмонт“    | 256      |
| „Хари Потър и Философският камък“          | твърди корици                           | 2016 г.            | Джони Дудъл                                                                            | Теодора Джебарова                          | „Егмонт“    | 280      |
| „Хари Потър и Философският камък“          | твърди корици (юбилейно издание)        | 2019 г.            | Любен Зидаров                                                                          | Теодора Джебарова                          | „Егмонт“    | 240      |
| „Хари Потър и Философският камък“          | твърди корици                           | 2021 г.            | Мери Гранпре (и на илюстрациите към всяка глава)                                       | Теодора Джебарова                          | „Егмонт“    | 280      |
| „Хари Потър и Философският камък“          | твърди корици (с интерактивни подложки) | 2021 г.            | МинаЛима                                                                               | Теодора Джебарова                          | „Егмонт“    | 368      |
| „Хари Потър и Стаята на тайните“           | твърди корици                           | 2001 г.            | Мери Гранпре                                                                           | Мариана Екимова-Мелнишка                   | „Егмонт“    | 295      |
| „Хари Потър и Стаята на тайните“           | твърди корици                           | 2016 г.            | Джони Дудъл                                                                            | Мариана Екимова-Мелнишка                   | „Егмонт“    | 304      |
| „Хари Потър и Стаята на тайните“           | твърди корици (с обложка)               | 2016 г.            | Джим Кей (и на илюстрациите)                                                           | Мариана Екимова-Мелнишка                   | „Егмонт“    | 272      |
| „Хари Потър и Стаята на тайните“           | твърди корици (юбилейно издание)        | 2019 г.            | Любен Зидаров                                                                          | Мариана Екимова-Мелнишка                   | „Егмонт“    | 256      |
| „Хари Потър и Стаята на тайните“           | твърди корици                           | 2021 г.            | Мери Гранпре (и на илюстрациите към всяка глава)                                       | Мариана Екимова-Мелнишка                   | „Егмонт“    | 304      |
| „Хари Потър и Стаята на тайните“           | твърди корици (с интерактивни подложки) | 2021 г.            | МинаЛима                                                                               | Мариана Екимова-Мелнишка                   | „Егмонт“    | 400      |
| „Хари Потър и Затворникът от Азкабан“      | твърди корици                           | 2002 г.            | Мери Гранпре                                                                           | Мариана Екимова-Мелнишка                   | „Егмонт“    | 367      |
| „Хари Потър и Затворникът от Азкабан“      | твърди корици                           | 2016 г.            | Джони Дудъл                                                                            | Мариана Екимова-Мелнишка                   | „Егмонт“    | 384      |
| „Хари Потър и Затворникът от Азкабан“      | твърди корици (с обложка)               | 2017 г.            | Джим Кей (и на илюстрациите)                                                           | Мариана Екимова-Мелнишка                   | „Егмонт“    | 336      |
| „Хари Потър и Затворникът от Азкабан“      | твърди корици (юбилейно издание)        | 2019 г.            | Любен Зидаров                                                                          | Мариана Екимова-Мелнишка                   | „Егмонт“    | 320      |
| „Хари Потър и Затворникът от Азкабан“      | твърди корици                           | 2021 г.            | Мери Гранпре (и на илюстрациите към всяка глава)                                       | Мариана Екимова-Мелнишка                   | „Егмонт“    | 384      |
| „Хари Потър и Затворникът от Азкабан“      | твърди корици (с интерактивни подложки) | 2023 г.            | МинаЛима                                                                               | Мариана Екимова-Мелнишка                   | „Егмонт“    | 472      |
| „Хари Потър и Огненият бокал“              | твърди корици                           | 2002 г.            | Мери Гранпре                                                                           | Мариана Екимова-Мелнишка                   | „Егмонт“    | 600      |
| „Хари Потър и Огненият бокал“              | твърди корици                           | 2016 г.            | Джони Дудъл                                                                            | Мариана Екимова-Мелнишка                   | „Егмонт“    | 632      |
| „Хари Потър и Огненият бокал“              | твърди корици (с обложка)               | 2019 г.            | Джим Кей (и на илюстрациите)                                                           | Мариана Екимова-Мелнишка                   | „Егмонт“    | 464      |
| „Хари Потър и Огненият бокал“              | твърди корици (юбилейно издание)        | 2019 г.            | Любен Зидаров                                                                          | Мариана Екимова-Мелнишка                   | „Егмонт“    | 544      |
| „Хари Потър и Огненият бокал“              | твърди корици                           | 2021 г.            | Мери Гранпре (и на илюстрациите към всяка глава)                                       | Мариана Екимова-Мелнишка                   | „Егмонт“    | 632      |
| „Хари Потър и Орденът на феникса“          | твърди корици                           | 2003 г.            | Мери Гранпре                                                                           | Емилия Л. Масларова                        | „Егмонт“    | 856      |
| „Хари Потър и Орденът на феникса“          | твърди корици                           | 2016 г.            | Джони Дудъл                                                                            | Емилия Л. Масларова                        | „Егмонт“    | 864      |
| „Хари Потър и Орденът на феникса“          | твърди корици (юбилейно издание)        | 2019 г.            | Любен Зидаров                                                                          | Емилия Л. Масларова                        | „Егмонт“    | 736      |
| „Хари Потър и Орденът на феникса“          | твърди корици                           | 2021 г.            | Мери Гранпре (и на илюстрациите към всяка глава)                                       | Емилия Л. Масларова                        | „Егмонт“    | 856      |
| „Хари Потър и Орденът на феникса“          | твърди корици (с обложка)               | 2022 г.            | Джим Кей и Нийл Пакър (и на илюстрациите)                                              | Емилия Л. Масларова                        | „Егмонт“    | 576      |
| „Хари Потър и Нечистокръвния принц“        | твърди корици                           | 2005 г.            | Мери Гранпре                                                                           | Емилия Л. Масларова                        | „Егмонт“    | 576      |
| „Хари Потър и Нечистокръвния принц“        | твърди корици                           | 2016 г.            | Джони Дудъл                                                                            | Емилия Л. Масларова                        | „Егмонт“    | 576      |
| „Хари Потър и Нечистокръвния принц“        | твърди корици (юбилейно издание)        | 2019 г.            | Любен Зидаров                                                                          | Емилия Л. Масларова                        | „Егмонт“    | 496      |
| „Хари Потър и Нечистокръвния принц“        | твърди корици                           | 2021 г.            | Мери Гранпре (и на илюстрациите към всяка глава)                                       | Емилия Л. Масларова                        | „Егмонт“    | 568      |
| „Хари Потър и Даровете на Смъртта“         | твърди корици                           | 2007 г.            | Мери Гранпре                                                                           | Емилия Л. Масларова                        | „Егмонт“    | 656      |
| „Хари Потър и Даровете на Смъртта“         | твърди корици                           | 2016 г.            | Джони Дудъл                                                                            | Емилия Л. Масларова                        | „Егмонт“    | 680      |
| „Хари Потър и Даровете на Смъртта“         | твърди корици (юбилейно издание)        | 2019 г.            | Любен Зидаров                                                                          | Емилия Л. Масларова                        | „Егмонт“    | 576      |
| „Хари Потър и Даровете на Смъртта“         | твърди корици                           | 2021 г.            | Мери Гранпре (и на илюстрациите към всяка глава)                                       | Емилия Л. Масларова                        | „Егмонт“    | 672      |
| „Приказките на барда Бийдъл“               | меки корици                             | 2008 г.            | Дж. К. Роулинг (и на илюстрациите)                                                     | Емилия Л. Масларова                        | „Егмонт“    | 108      |
| „Приказките на барда Бийдъл“               | твърди корици                           | 2016 г.            | Джони Дудъл (корици) Томислав Томич (илюстрации)                                       | Емилия Л. Масларова                        | „Егмонт“    | 136      |
| „Фантастични животни и къде да ги намерим“ | меки корици                             | 2015 г.            | Стоян Атанасов                                                                         | Красимира Абаджиева                        | „Егмонт“    | 108      |
| „Фантастични животни и къде да ги намерим“ | твърди корици                           | 2016 г.            | Джони Дудъл (корици) Томислав Томич (илюстрации)                                       | Красимира Абаджиева                        | „Егмонт“    | 160      |
| „Фантастични животни и къде да ги намерим“ | твърди корици                           | 2017 г.            | Оливия Ломенех Джил (и на илюстрациите)                                                | Красимира Абаджиева                        | „Егмонт“    | 160      |
| „Куидичът през вековете“                   | меки корици                             | 2015 г.            | Стоян Атанасов                                                                         | Красимира Абаджиева                        | „Егмонт“    | 128      |
| „Куидичът през вековете“                   | твърди корици                           | 2016 г.            | Джони Дудъл (корици) Томислав Томич (илюстрации)                                       | Красимира Абаджиева                        | „Егмонт“    | 160      |
| „Куидичът през вековете“                   | твърди корици                           | 2020 г.            | Емили Гравет (и на илюстрациите)                                                       | Красимира Абаджиева                        | „Егмонт“    | 160      |
| „Хари Потър и Прокълнатото дете“           | твърди корици                           | 2016 г.            | –                                                                                      | Ралица Ботева Весела Уорнър (на стиховете) | „Егмонт“    | 352      |
| Библиотека „Хогуортс“                      | твърди корици                           | 2023 г.            | Джони Дудъл (корици) Томислав Томич (илюстрации)                                       | Емилия Л. Масларова Красимира Абаджиева    | „Егмонт“    | 456      |
| „Хари Потър: Магьоснически алманах“        | твърди корици (с обложка)               | 2023 г.            | Питър Гоус Луис Локхарт Уейтонг Мей Оля Муза Фам Куанг Фук Леви Пинфолд Томислав Томич | Михаил Костов Радина Стаменова             | „Егмонт“    | 208      |
| „Коледа в „Хогуортс“                       | твърди корици                           | 2024 г.            | Зии Гао                                                                                | Теодора Джебарова                          | „Егмонт“    | 48       |